# 요한 마리아 비안네
성 요한 마리아 비안네(라틴어: Sanctus Ioannes Maria Vianney, 1786년 5월 8일 - 1859년 8월 4일) 또는 장 마리 비앙네(프랑스어: Jean─Marie Vianney)는 프랑스 가톨릭교회의 사제로서 전 세계 모든 본당 신부의 수호성인으로 유명하다. ‘아르스의 본당 신부’라고도 불린다. 시골 마을 아르스의 본당 신부로 부임하여 열정적인 사목 활동으로 종교적 생활을 멀리하고 세속적 쾌락에 찌들었던 마을 전체를 한순간에 종교적 분위기가 넘치는 마을로 바꿔놓은 공로로 유명하다. 또한 그는 특별히 성모 마리아와 성녀 필로메나에 대한 깊은 신심을 지니고 있었다. 1905년 교황 비오 10세에 의해 시복됐다. 1925년 교황 비오 11세에 의해 시성됐으며, 1929년에는 본당 신부들의 수호성인으로 선포됐다. 기념일은 8월 4일이다.

## 유년 시절
요한 마리아 비안네는 1786년 5월 8일 프랑스 리옹에서 가까운 다르딜리라는 마을에서 태어났으며, 태어나자마자 유아 세례를 받았다. 마티유 비안네와 마리 벨루제의 여섯 자녀 가운데 넷째로 태어났다. 비안네 집안은 과거에 다르딜리를 거쳐 로마로 순례 여행을 떠난 방랑자들의 수호성인 성 베네딕토 요셉 라브르를 도와준 적이 있었다.
1790년경, 프랑스 혁명으로 인하여 충실한 많은 사제들이 자신들의 본당에서 성사를 계속 집전하기 위해 정부의 눈을 피해 숨어 다니게 되었다. 비안네 가족은 미사에 참례하기 위해서 일부러 먼 곳의 농장까지 비밀리에 갖다오곤 하였다. 사제들이 하루하루 매일 위험을 무릅쓰고 열심히 사목 활동을 하는 것을 보고, 어린 비안네는 깊은 감명을 받아 그들을 동경하게 되었다. 박해의 상황이었기에 비안네의 첫 영성체는 한 농가에서 이루어졌다. 당시 그의 나이 13세 때였다. 미사가 진행되는 동안 촛불 빛이 바깥에서 보이지 않도록 창문들은 모두 건초로 가렸다.
1802년 프랑스에서 다시 종교의 자유가 인정되면서 가톨릭교회도 평화와 안정을 되찾았다. 이때 당시 비안네는 자신의 장래희망인 사제 성소에 대해 고민하고 있었으며, 공부를 하고 싶어 했다. 비안네의 부친은 아들에게 농장을 떠나 이웃 마을 에퀼리에 있는 발레리 신부 밑에 들어가 공부하는 것을 허락하였다. 당시 비안네의 나이 20세였다. 비안네는 학교에서 산수, 역사, 지리, 라틴어를 공부하였다. 그러나 성적 부진으로 고전을 면치 못했으며, 특히 라틴어가 그러하였다. 그렇지만 사제가 되기를 원하는 비안네의 간절한 소망과 발레리 신부의 인내심 덕분에 공부를 계속할 수 있었다.

## 신학생
1809년 비안네는 나폴레옹 보나파르트의 군대로 징용되어 학업을 잠시 중단하였다. 당시 그는 예비 신학생의 신분이었기 때문에 군 면제를 받아야 했지만, 나폴레옹은 스페인과의 전쟁을 위해 더 많은 병사를 확보해야 했기 때문에 신학생의 군 면제를 철회하였다. 비안네는 징용장을 들고 리용으로 간 지 이틀 후에 병이 들어 병원에 입원하였다. 병원에 입원해있는 동안 프랑스군은 그를 병원에 남겨두고 전쟁터로 떠났다. 그해 1월 5일 병원에서 퇴원하자마자 그는 다시 징집명령을 받고 로안으로 갔다. 비안네는 기도하기 위해 성당으로 갔다가 징집병 행렬에서 낙오되었다. 곤란에 빠진 그를 도와주겠다는 한 청년을 따라 레포레즈 산맥 깊숙한 곳에 있는 레노라는 마을로 갔는데, 그곳은 탈영병들이 모여 있는 곳이었다. 비안네는 농가에 딸린 외양간에서 네 자녀를 둔 과부 클로딘 파욧의 도움을 받으며 14개월간 숨어 지냈다. 비안네는 제롬 뱅상이라는 가명으로 신분을 위조하고 마을 아이들을 위한 학교를 세웠다. 겨울 동안 혹독한 날씨로 마을이 고립되었기 때문에 탈영병들은 헌병들로부터 안전할 수가 있었다. 그러나 눈이 녹은 뒤 끊임없이 헌병들이 마을에 찾아와서 탈영병들을 수색했다. 헌병들이 수색하는 동안 비안네는 파욧의 헛간에 있는 발효시킨 건초더미 안에 숨어있었다.

## 사제 서품
1810년 3월 모든 탈영병을 사면한다는 나폴레옹의 명령이 공표되면서 비안네는 무사히 에퀼리로 돌아가 도중에 중단되었던 학업을 다시 시작하였다. 그는 1811년에 삭발례를 하였으며 1812년에는 베리에르 소신학교에 입학하였다. 1813년 가을, 비안네는 리옹 대신학교에 입학하였다. 그러나 리옹 대신학교에서는 모든 수업이 라틴어로 진행되었기 때문에 라틴어에 대한 이해가 부족하였던 비안네는 수업의 진도를 제대로 따라갈 수가 없었다. 결국 학업능력 결격자로 판정되어 추천 신부인 발레리 신부에게로 되돌려 보내졌다. 그 결정은 최종 탈락을 의미하는 것은 아니었고 추천 신부가 그에게 사제가 되는 데 기본적으로 필요한 신학을 가르친다면 그의 사제 성소를 재검토 할 수 있다는 특례 조항이 첨부되었다. 발레리 신부는 라틴어가 아닌 프랑스어로 비안네에게 신학을 가르쳤다. 한 해 동안 열심히 공부한 그는 시험관 앞에서 프랑스어로 시험을 쳤고 드디어 무난한 평가를 받으며 통과되었다. 1814년 7월 2일 차부제품을 받았으며, 다음해 6월 23일 부제품을 받았다. 비공개로 진행된 마지막 시험을 친 후 1815년 8월 15일 사제 서품을 받았다. 비안네가 사제로서 처음 집전하는 미사는 그 다음날에 이루어졌으며, 발레리 신부 곁에서 보좌 신부 자격으로 집전하였다. 비안네 신부의 첫 고해자는 그의 스승이며 영적 아버지이고 주임인 발레리 신부였다.
발레리 신부는 프랑스 혁명이 일어난 후에도 자신의 신앙을 굳건하게 유지하였던 사제로서 비안네에게 있어서 영웅이나 다름없었다. 비안네는 그러한 발레리 신부의 온유함과 굳은 신앙심 그리고 사제로서의 직분을 성실히 수행하는 것을 보면서 자신도 그러한 사제가 되어야겠다는 생각을 갖게 되었다.

## 아르스의 본당 신부

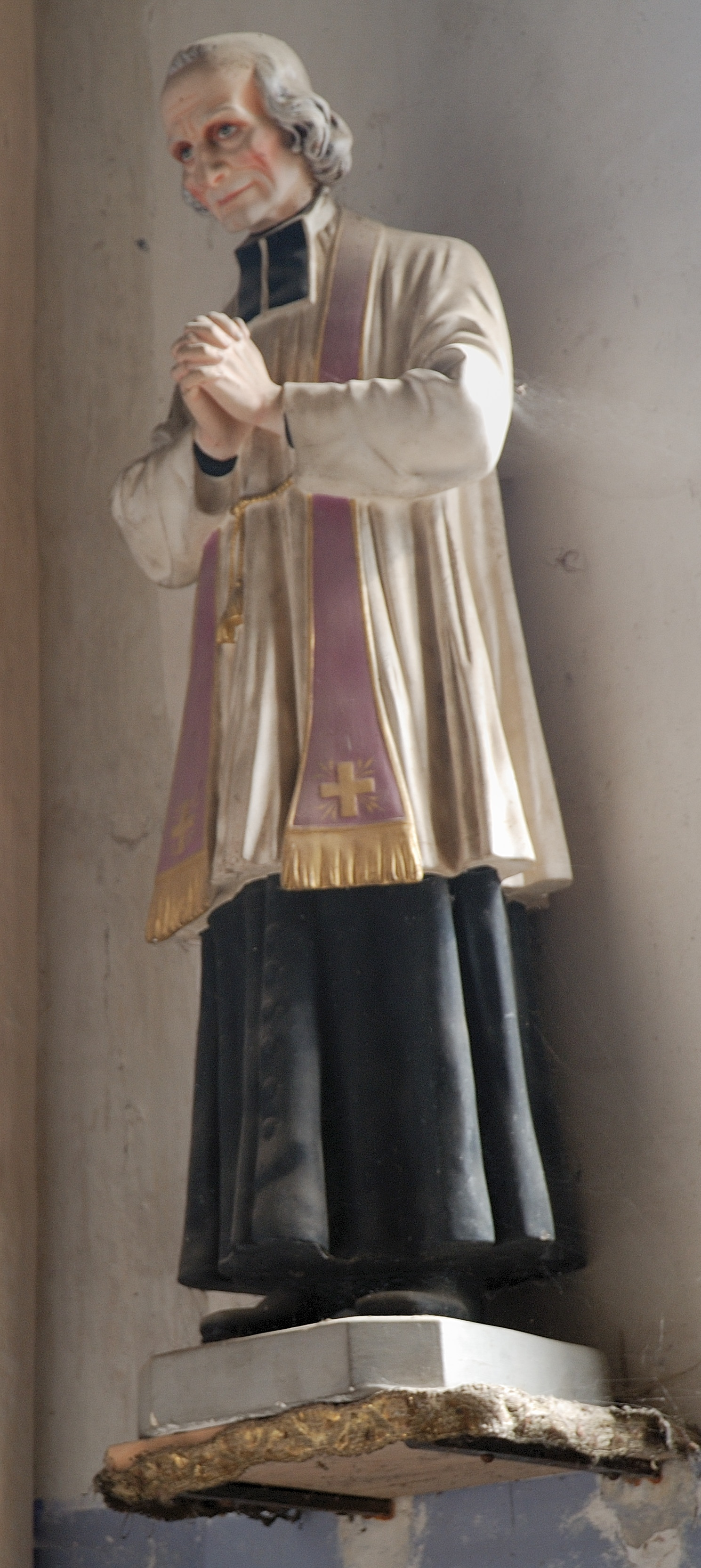
성 요한 마리아 비안네의 성상.

발레리 신부가 죽은 후 비안네는 주민 230명이 거주하는 아르스의 본당 신부로 발령되었다. 본당 신부로서 비안네는 프랑스 혁명의 결과 프랑스 가톨릭교회가 파괴되었으며 사람들이 종교에 대해 무관심해졌다는 사실을 깨달았다. 아르스 주민들에게 있어 주일(일요일)이란 단순히 들판에서 노닥거리거나 술집에서 술을 마시며 춤추며 노는 날에 불과하였다. 성당에 가서 미사에 참례하는 사람은 한 사람도 없었다. 이 같은 실태에 비안네는 크게 놀라며 무척이나 안타까워하였다. 비안네는 마을 주민들의 회심을 위해 매일 감자와 거친 빵으로만 식사하였고, 자주 금식 고행을 했으며, 하루 중 10시간 이상을 기도와 성체 조배, 미사 봉헌, 고해성사, 교리 교육, 상담 등으로 성당과 고해소에서 보냈으며 틈틈이 가정과 환자 방문을 하였다. 특히 고해성사를 볼 때 고해자들에게 하느님이 보기에 불경스러운 행위를 하는 것과 매일 환락에 빠져 지내는 삶을 친절하게 나무라며 훈계를 했다. 만일 사람들이 자신의 죄를 뉘우치지 않을 경우에는 사죄경을 주지 않았다. 사제관의 의자, 식탁, 이불과 베개 등 거의 모든 물품을 가난한 사람들에게 나누어주었다. 그는 딱딱한 침대에 짚을 깔아 사용했고 그것마저도 조금씩 덜어내며 가난과 극기의 삶을 실행했다. 처음에는 시큰둥하던 마을 주민들도 이러한 비안네의 한결같은 모습에 감동받아 점차 감화되어 갔으며, 몇 년 후 아르스는 비안네가 처음으로 부임하던 당시와는 전혀 다른 모습으로 탈바꿈하였다. 주민들은 비안네를 크게 존경하였으며, 미사 시간을 알리는 성당 종소리가 들리면 성당은 금방 신자들로 가득차게 되었다. 그리고 기도 시간을 알리는 종소리가 울리면 사람들은 즉시 그 자리에서 무릎을 꿇고 기도하였다고 한다.
비안네는 또한 가출했거나 버림받은 가난한 아이들을 위한 무료 학교와 기숙사를 설립하여 그들을 교육시켰다. 또한 곳곳에서 물이 새고 허물어져 가던 성당을 가장 좋은 것으로 꾸며 증축했다.

## 말년
비안네 신부의 명성과 카리스마에 대한 평판은 아르스 주변 뿐만 아니라 리옹 전체에 널리 퍼지게 되었으며, 1827년부터 그를 만나기 위해 먼 곳에서까지 수많은 사람이 아르스를 방문하기 시작하였다. 1855년경, 아르스를 방문한 순례자들의 숫자는 한 해 동안만 해도 2만 명에 달하였다. 이를 하루 단위로 계산하면 매일 60명이 방문한 것이다. 비안네 신부는 그 후 죽을 때까지 10년 동안 자신을 찾아오는 수많은 사람에게 고해성사를 주기 위해 하루에 최소 16시간에서 최대 18시간까지 봉사해야 했다. 비안네의 고해소는 늘 사람들로 붐볐으며, 비안네가 잠시 쉬기 위해 고해소를 나갈 때는 밀어닥치는 군중을 피해 보호를 받아야만 했다. 비안네는 하루 평균 두세 시간의 수면밖에 취하지 못했다. 하지만 비안네는 사람들을 전혀 원망하거나 불편해 하지 않고 오히려 더욱 정성스럽게 고해성사에 임했다고 한다.
비안네는 평소에 성녀 필로메나 순교자에 대한 남다른 신심을 갖고 있었다. 비안네는 성녀 필로메나를 위하여 그녀를 위한 경당 하나를 지어 봉헌하였다. 1843년 5월에 비안네는 평소대로 고해소에서 16시간을 보냈고, 교리를 가르쳤고, 기도를 바쳤다. 사제관에 돌아온 그는 70세가 넘는 고령에 무리한 사목 활동으로 인하여 쓰러지고 말았다. 그는 자신의 삶이 이제 막바지에 다다랐다는 것을 직감하고 1859년 8월 2일 폭염이 유난히 기승을 부리던 날에 마지막 성체를 모셨다. 마을 주민들은 비안네 신부의 마지막 길을 시원하게 해 준다며, 사제관 지붕에 계속 찬물을 길어 쏟아 부었다.

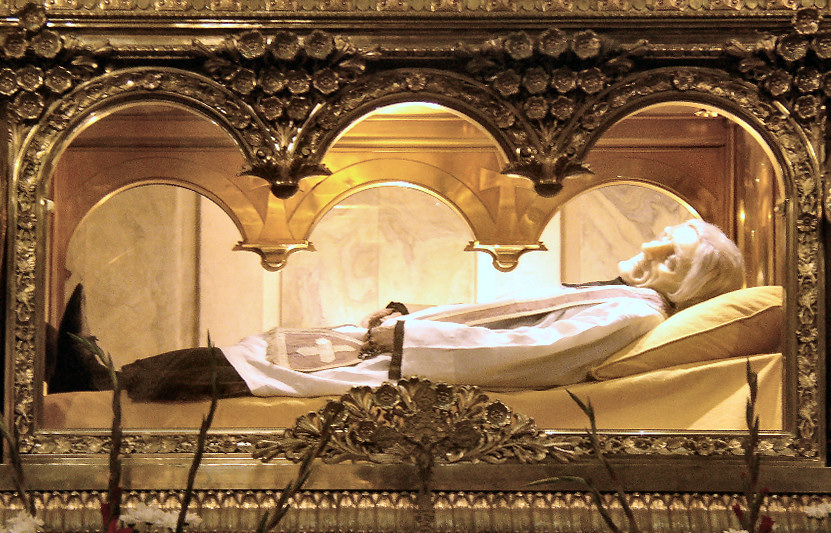
프랑스 아르서포망 성당 제대에 안치된 성 요한 마리아 비안네의 유해.

## 선종과 시성
1859년 8월 4일 새벽 2시, 요한 마리아 비안네는 41년 5개월 동안의 사목 활동을 마치고 아르스에서 선종하였다. 향년 73세였다. 그가 선종한 날에 아르스의 모든 사람이 슬피 울었다. 무덤에 안장되기 전에 그의 시신은 밀랍 마스크로 덮여졌다. 1874년 10월 3일 교황 비오 9세는 요한 마리아 비안네를 가경자로 선포하였으며, 1905년 1월 8일 교황 비오 10세는 복자로 시복함과 동시에 그를 모든 본당 사제들의 모델로 제시하였다.l 1925년 교황 비오 11세는 요한 마리아 비안네를 성인으로 시성하였으며, 8월 4일을 그의 기념일로 제정하였다.
교황 베네딕토 16세는 요한 마리아 비안네 성인의 선종 150주년을 맞아 2009년 6월 19일부터 1년간을 ‘사제의 해’로 선포했다. 사제의 해는 프랑스 아르서포망 교구장 주교가 바티칸의 성 베드로 대성전에 모셔온 성 요한 마리아 비안네의 유해 앞에서 교황이 예수 성심 대축일 저녁기도를 드리는 것으로 시작하여, 2010년 6월 19일 로마에서 열린 ‘세계 사제의 날’ 행사로 마무리되었다. 베네딕토 16세는 요한 마리아 비안네를 일컬어 “그리스도의 양떼를 돌보는 목자들의 참된 모범”이라고 말하였다.
천주교 대전교구 솔뫼 성지에서는 성 요한 마리아 비안네의 성유물을 보관해오고 있다. 1954년 선교사로서 대한민국에 파견되어 대전교구에서 사목해 온 파리외방전교회 블랑 신부가 가로·세로 2cm 가량의 옷 조각이다.
유품이 봉인돼 있던 가로 15cm, 세로 10cm 크기의 문서는 이 옷 조각이 성인의 유품임을 보증하고 있다.
문서에는 라틴어로 “교구 순회 선교사들의 장상이고 아래에 서명한 본인은, 지극히 공경하올 벨레 주교에 의해, 여기에 명시된 것이 아르스 본당 주임인 성 요한 마리아 비안네 신부의 옷 조각이 분명함을 증명합니다. 아래에 명주실로 엮고 붙인 스페인 밀랍으로 봉인하여 진정한 물품임을 보증합니다.”라고 적혀 있다.
문서가 봉인된 장소와 날짜(datum ars, 1929년 6월 7일), 문서를 작성한 것으로 추정되는 장상의 서명(ch. hobillon)이 선명하게 남아 있다. 문서가 작성된 지난 1929년은 교황 비오 11세가 비안네 신부를 전 세계 본당 사제의 수호성인으로 선포한 해다. 오늘날 솔뫼 성지는 매주 목요일 오전 11시 성 김대건 안드레아 신부의 유해와 성 요한 마리아 비안네 신부의 유품을 함께 모신 가운데 성지 순례자들과 함께 성인 유해 공경을 위한 신심행사를 거행하고 있다.